# 도학위룡 2
《도학위룡 2 - 첩혈위룡》(逃學威龍 2, Fight Back To School II)는 홍콩에서 제작된 진가상 감독의 1992년 코미디 영화이다. 주성치, 오맹달 등이 출연하였고 향화강 등이 제작에 참여하였다.

## 줄거리
홍콩 경찰 특수부대 엘리트 요원인 주성성(Star Chow)은 상관과의 회의 중 농담처럼 교통부서로 옮겨가고 싶다고 말한다. 그의 말과는 다르게, 그는 곧바로 교통 경찰로 좌천되어 홍콩 거리를 순찰하는 신세가 된다. 설상가상으로 학교 테러 사건 수사의 실패에 대한 책임을 뒤집어쓰고 경찰을 사직하게 된다.
이에 주성성은 학교에 잠입하여 개인적으로 수사를 진행하기로 결심하고, 고등학교에 학생으로 위장하여 들어간다. 하지만 그곳에서 허술하고 무능한 형사 엿기(Tat)도 같은 학교에 잠입해 있다는 사실을 알게 되면서 수사는 더욱 어려워진다. 결국 주성성은 엿기와 함께 좌충우돌하며 학교에서 벌어지는 사건들을 파헤치려 노력한다.

## 출연

### 주연
- 주성치
- 장민
- 주문건

### 조연
- 주인
- 마이클 딩고
- 마크 호튼
- 조나단 이스가
- Mark King
- 가수량
- 임상의
- 이려예
- 오맹달
- 담청홍
- 존 웨이크필드
- 황일산
- 황점
- 엽덕한
- 장지광
- 왕정

## 기타
- 미술: 마광영
- 무술감독: 리젠성
- 제편: 호조창